# Poway
Poway (en anglais [ˈpaʊ.eɪ]) est une municipalité située dans le comté de San Diego, dans l'État de Californie.

## Géographie
Poway est située dans la banlieue de San Diego.

## Économie
Le siège social de General Atomics Aeronautical Systems, filiale de General Atomics, spécialisé dans la construction de aéronefs sans pilote et de radars se situe dans cette ville.

## Personnalités liées à la ville
- Tom Delonge, guitariste et chanteur de Blink-182 et Angels & Airwaves
- David Kennedy, guitariste de Angels & Airwaves
- Fletcher Bowron, maire de Los Angeles de 1938 à 1953.

## Démographie
| 1960  | 1970  | 1980   | 1990   | 2000   | 2010   |
| ----- | ----- | ------ | ------ | ------ | ------ |
| 1 921 | 9 422 | 32 263 | 43 516 | 48 044 | 47 811 |

## Article lié
- Fusillade de la synagogue de Poway